# Бланкфейн, Ллойд
Ллойд Бланкфейн (англ. Lloyd Craig Blankfein, род. 15 сентября 1954 года в Нью-Йорке, США) — американский бизнесмен, председатель совета директоров и главный исполнительный директор Goldman Sachs с 31 мая 2006 года.

## Биография

### Ранние годы
Бланкфейн родился в Южном Бронксе, одном из районов Нью-Йорка в еврейской семье. Предки иммигрировали в США из Восточной Европы ещё в 1880-е гг. В 1957 году семья переехала в Бруклин и поселилась в новом жилом комплексе Линден-хаус. Отец Ллойда нанялся на работу ночным сортировщиком почты одного из почтовых отделений Манхэттена. Мать работала секретарем.
Семья жила очень скромно: мальчик спал на одной кровати с бабушкой. Начальное образование он получил в местной государственной школе. Затем учился в еврейской школе B’nai Israel и школе им. Томаса Джеферсона. На выпускном вечере в 1971 году ему поручили произнести прощальную речь от имени выпускников. Во время учебы Бланкфейн подрабатывал спасателем на пляже и продавал напитки и хот-доги на стадионе нью-йоркского бейсбольного клуба «Янкис».
Благодаря успехам в школе, Бланкфейн смог поступить в Гарвардский колледж и получить там стипендию. Несмотря на стипендию, учась в колледже, Бланкфейн, вынужден был подрабатывать в кафетерии. В 1975 году он окончил колледж, получив степень бакалавра искусств, и продолжил обучение в школе права Гарвардского университета, которую окончил в 1978 году, получив степень доктора юриспруденции.
После окончания учебы Бланкфейн поступил на работу в юридическую фирму Donovan, Leisure, Newton & Irvine в качестве юриста по корпоративным налогам, где проработал четыре года.

## Карьера в Goldman Sachs
В 1981 году Бланкфейн решил изменить направление карьеры и найти работу в инвестиционном бизнесе. После нескольких неудачных попыток получить работу в известных компаниях, включая Goldman Sachs, он устроился в небольшую фирму J. Aron & Company, которая занималась операциями на товарной бирже и которую недавно купил Goldman. Бланкфейн начал работать в отделе торговли драгметалами в лондонском офисе компании.
Несмотря на отсутствие опыта, он хорошо проявил себя в новом качестве — его успехи привлекли внимание руководства Goldman. Так, уже в начале своей новой карьеры он провел сделку на $100 млн — крупнейшую для компании на тот момент. В 1984 году он уже руководил шестью валютными трейдерами, а затем и возглавил отдел валютных операций.
- 1988 — стал генеральным партнером фирмы, а в 1994 году — возглавил J. Aron & Company.
- 1998 — назначен руководителем объединенного подразделения J. Aron и отдела Goldman по торговле бумагами с фиксированной доходностью. Благодаря прибыльности возглавляемого им отделения, а также тому, что после IPO из Goldman ушел ряд высокопоставленных сотрудников, перед Бланкфейном открылись новые карьерные перспективы.
- С апреля 2002 года по январь 2004 года был заместителем главы «The Goldman Sachs Group, Inc.».
- 2006 — сменил Генри Полсона на посту генерального исполнительного директора Goldman Sachs[4].
- 2009 — журнал Forbes включил Бланкфейна в список «Наиболее выдающихся гендиректоров 2009 года»[5].
- 2009 — получил звание «Человека года» по версии авторитетной деловой газеты Financial Times: «Его работа и личные качества сделали его публичным представителем Уолл-стрит во время самого сложного для неё периода с 1930 гг.», — заключила газета[6].

### Доходы
Бланкфейн заработал $54.4 млн в 2006 году и стал одним из самых высокооплачиваемых руководителей Уолл-стрит. Его бонус, зависящий от результатов деятельности Goldman Sachs, составил чистыми $9.5 млн. Компенсация состояла из денежных выплат в размере $27.3 млн и ценных бумаг и опционов на остальную сумму.
Компенсация Бланкфейна как исполнительного генерального директора группы Goldman Sachs в 2007 году составила $53 965 418. Сумма складывалась из базовой зарплаты в $600 000, денежного бонуса в $26 985 474, акций на $15 542 756 и опционов на $10 453 031.
За 2012 год Бланкфейн как руководитель Goldman заработал $21 млн, что на 75 % больше его заработка 2011 года. Он стал самым высокооплачиваемым руководителем банка на Уолл-стрит.

## Политика
Ллойд Бланкфейн финансирует в основном кандидатов Демократической партии США. Так, в 2007 году он пожертвовал $4600 на кампанию Хиллари Клинтон.
Сотрудники Goldman и их родственники пожертвовали почти миллион долларов на президентскую кампанию Барака Обамы. Бланкфейн на январь 2013 года посещал Белый Дом 14 раз.
Говоря о своих политических взглядах, Бланкфейн называет себя «зарегистрированным членом Демократической партии и рокфеллеровским республиканцем … консервативным в области финансов и более либеральным, когда речь идет о социальных вопросах».

## Другое
Ллойд Бланкфейн является членом деканского совещательного органа Гарвардской школы права и членом совета деканов Гарвардского университета.

## Цитаты
- Бланкфейн высказывался о деятельности современных банкиров: «Мы помогаем компаниям расти, помогая им привлекать капитал. Компании, которые растут, создают благосостояние. Это, в свою очередь, дает людям возможность работать, которая ведет к росту и увеличению благосостояния. Это весьма эффективный круг, — и подводил итог: — Мы служим общественному благу»[2].

Впоследствии он высказал сожаление по поводу своего интервью Sunday Times, где он сказал, что банки «делают божье дело». «Эта фраза вызвала новую волну критики в адрес компании. Г-н Бланкфейн сказал, что пошутил», — пишет «Время новостей».
- Мои учителя всегда мне говорили: мы не увольняем людей за ошибки или потери, которые были сделаны честно. Но если кто-то прячет проблему, а не борется с ней, они должны нести наказание немедленно[12].